# 大沙叶
大沙叶（学名：Pavetta arenosa），为茜草科大沙叶属下的一个植物种。